# SAMOS 9

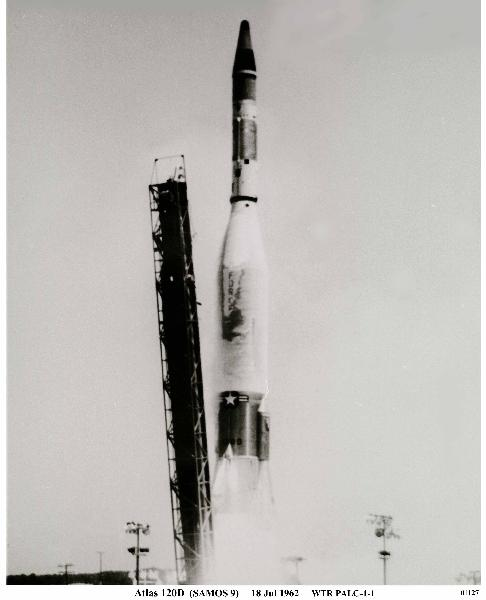
Start rakiety Atlas z satelitą SAMOS 9

SAMOS 9 (ang. Satellite And Missile Observation Satellites) – amerykański satelita rozpoznawczy programu SAMOS, serii E -6. Z powodu krótkiego spięcia w pomocniczym napędzie członu Agena B, statek osiągnął orbitę różniącą się od planowanej (213×256 km). Satelita pracował przez przynajmniej 18 okrążeń Ziemi. Prócz sprzętu wywiadowczego przenosił także eksperyment pomiaru albedo neutronów i radiometr UV.

## Kapsuła czy przekaz radiowy?
Nie jest rzeczą pewną, jak SAMOS 9 przekazywał wykonane zdjęcia. Niektóre źródła mówią, że przesyłano je drogą radiową, co spowodowało również, że zdjęcia miały niską jakość. Inne, że statek posiadał kapsułę powrotną (skatalogowaną jako 1962 Alpha Zeta 2). Miała ona jakoby pozostać na orbicie o parametrach 184×234 km, z powodu niewłączenia się silników wstecznych. Katalog NORAD podaje, że kapsuła weszła do atmosfery dwa dni po członie Agena B, 27 lipca. Jednak parametry jej orbity obliczone 23 lipca sugerują, że powtórne wejście w atmosferę powinno nastąpić niemal od razu.